# Myszoryjki
Myszoryjki (Myosoricinae) – podrodzina owadożernych ssaków z rodziny ryjówkowatych (Soricidae). 

## Zasięg występowania
Podrodzina obejmuje gatunki występujące wyłącznie na południe od Sahary. 

## Systematyka
Do podrodziny należą trzy rodzaje wyodrębnione z podrodziny zębiełków (Crocidurinae):
- Surdisorex O. Thomas, 1906 – głuchoryjek
- Congosorex Heim de Balsac & Lamotte, 1956 – kongoryjek
- Myosorex J.E. Gray, 1838 – myszoryjek